# Wladimir Nikolajewitsch Kontschiz
Wladimir Nikolajewitsch Kontschiz (russisch Владимир Николаевич Кончиц; * 11. Januar 1925, Moskau; † 14. November 2001, Moskau) war ein sowjetischer Offizier, zuletzt im Range eines Generalobersten.

## Leben
Kontschiz war der Sohn eines Generalmajors.
1942 absolvierte er eine Akademie für Artilleriesoldaten, während der Zeit an dieser Akademie kam er im Herbst und Winter bereits im Zuge des Baus von Abwehrstellungen und von Räumungsarbeiten im Zusammenhang mit den Luftangriffen auf Moskau zum Einsatz.
Im Juni 1942 wurde er auch formell in die Rote Armee eingezogen und kam zur weiteren Ausbildung an die nach Krasnojarsk evakuierte Kiewer Artillerieschule.
Am 1. August 1943 begann für ihn der Fronteinsatz, während des Deutsch-Sowjetischen Krieges kämpfte er in der Folge in Einheiten der Wolchow-Front, 1. Baltischen Front, 2. Baltischen Front, 3. Baltischen Front und der Leningrader Front und nahm an der Schlacht um Leningrad, der Operation Bagration, der Baltischen Operation sowie den Schlachten in Kurland teil. In diesem Zuge wurde er als Ballonfahrer zur Artillerieaufklärung eingesetzt und erwarb sich bereits nach zwei Monaten an der Front den Orden des Vaterländischen Krieges II. Klasse.
Bis Ende Februar 1944 stieg Kontschiz 48 mal mit dem Fesselballon auf und konnte dabei die Standorte von 52 Artillerie- und Mörserbatterien sowie einzelner Geschütze aufklären.
Im Frühjahr 1944 konnte er während einer Ballonfahrt zwei Artilleriebatterien der Wehrmacht aufklären. Während eine der Batterien aufgrund seiner Meldung bekämpft werden konnte, konnte die zweite Batterie einen Treffer auf Kontschiz Ballon erzielen. Die Leine, die den Ballon am Boden hielt, wurde durch ein Schrapnell durchtrennt und der Ballon wurde vom Wind in feindliche Richtung getrieben. Unter Beschuss konnte er zur Ballonhülle hochklettern und sie durchstechen, sodass der Ballon an Auftrieb verlor und zu sinken begann. Kontschiz sprang in einer Höhe von 500 Metern aus dem sinkenden Ballon und konnte sicher mit dem Fallschirm nahe der Front landen. Seine Aktion verhinderte, dass die Wehrmacht den Ballon hätte erbeuten können.
Nachdem er sich am 25. Juli 1944 eine Kopfverletzung zuzog, wurde er im August 1944 auf den Posten des Stellvertreters des Chef des Stabes für die Aufklärung feindlicher Artillerie beim 100. Schützenkorps der 22. Armee versetzt und blieb bis Kriegsende auf dem Posten. Er erwarb während des Krieges vier Auszeichnungen und erlebte das Kriegsende im Range eines Oberleutnants.
Nach dem Krieg schloss er 1950 die Frunse-Akademie und 1966 die Militärakademie des Generalstabes der Streitkräfte der Sowjetunion ab.
Im November 1969 wurde er Erster Stellvertreter des Kommandeurs der 35. Armee (mit Stab in Belogorsk), im April 1971 wurde er Kommandeur der 5. Armee (mit Stab in Ussurijsk).
Am 8. November 1971 wurde er zum Generalleutnant befördert.
Im März 1974 kam er auf den Posten des Chefs des Stabes des Weißrussischen Militärbezirks, am 24. November 1977 wurde er Kommandeur des Militärbezirks Wolga.
Am 17. Februar 1978 wurde er zum Generalobersten befördert.
Seit dem 12. Juni 1981 war er als Militärberater beim kubanischen Verteidigungsminister, Raúl Castro. Während dieser Zeit reiste er auch mehrmals nach Nicaragua, um das Sandinistische Volksheer im Contra-Krieg zu unterstützen.
Im August 1985 übernahm er die Leitung der Frunse-Akademie und blieb dies bis zu seiner Ruhestandsversetzung 1991.
Von 1945 bis 1991 war er Mitglied der KPdSU und übernahm darüber hinaus Posten im ZK der Kommunistischen Partei Weißrusslands und als Abgeordneter im Obersten Sowjet der UdSSR und im Obersten Sowjet der Weißrussischen Sozialistischen Sowjetrepublik.
Im Laufe seines Lebens verfasste Kontschiz zahlreiche Schriften und Arbeiten zu militärwissenschaftlichen Fragestellungen und zum Deutsch-Sowjetischen Krieg.
Er liegt auf dem Wagankowoer Friedhof begraben.

## Auszeichnungen (Auszug)

### Inland
- Leninorden
- Orden der Oktoberrevolution
- Rotbannerorden (zweimalig verliehen)
- Orden des Vaterländischen Krieges I. Klasse (zweimalige Verleihung: 13.03.1944, 11.03.1985)
- Orden des Vaterländischen Krieges II. Klasse (15.10.1943)
- Orden des Roten Sterns (25.05.1945)
- Medaille „Für einwandfreien Dienst“
- Schukow-Medaille

Einsatzauszeichnungen:
- Medaille „Für die Verteidigung Leningrads“
- Medaille „Für die Verteidigung Moskaus“ (verliehen im Juni 1945)
- Medaille „Sieg über Deutschland“

Jubiläumsauszeichnungen:
- Jubiläumsmedaille „Zum Gedenken an den 100. Geburtstag von Wladimir Iljitsch Lenin“
- Medaille „20. Jahrestag des Sieges im Großen Vaterländischen Krieg 1941–1945“, Medaille „30. Jahrestag des Sieges im Großen Vaterländischen Krieg 1941–1945“, Medaille „40. Jahrestag des Sieges im Großen Vaterländischen Krieg 1941–1945“
- Medaille „30 Jahre Sowjetarmee und Flotte“, Medaille „40 Jahre Streitkräfte der UdSSR“, Medaille „50 Jahre Streitkräfte der UdSSR“, Medaille „60 Jahre Streitkräfte der UdSSR“, Medaille „70 Jahre Streitkräfte der UdSSR“

### Ausland
Orden und Ehrenzeichen folgender Staaten:
- Kuba (Orden "Ernesto Che Guevara" I. Klasse in Gold (Verleihungsnummer 01))
- DDR
- Ungarn
- Polen
- Afghanistan
- Jemen
- Nicaragua